# George Graham (relojero)
Para el futbolista británico, véase George Graham.

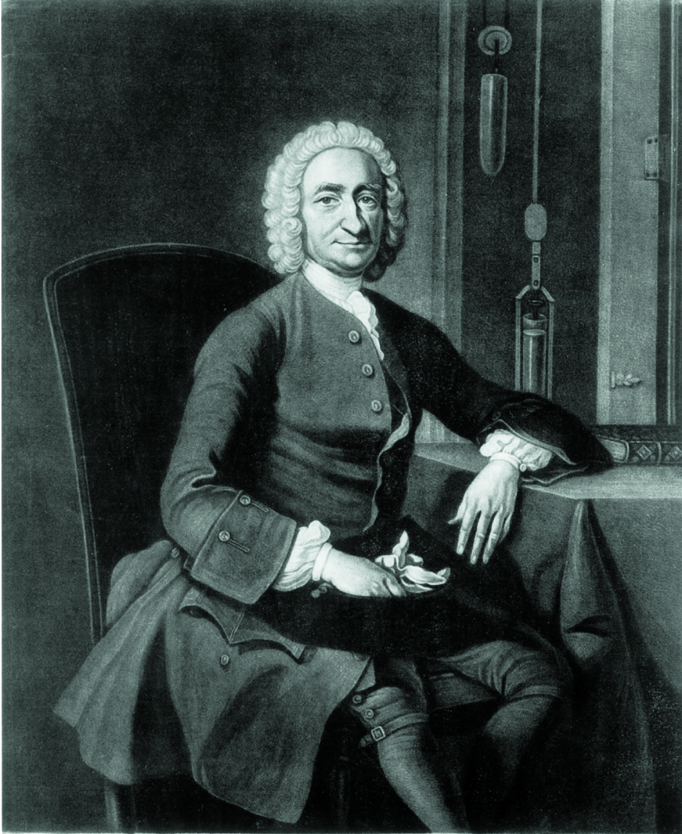
George Graham (1673 – 1751).

George Graham (1673 en Kirklinton o Rigg, Cumberland, Inglaterra - 16 de noviembre de 1751 en Londres) fue un relojero e inventor inglés miembro de la Royal Society. Fue un colaborador del influyente relojero Thomas Tompion y estrecho colaborador durante sus últimos años de vida. A Graham ha sido atribuido el invento de varias mejoras en el reloj de péndulo, inventando el péndulo de mercurio y el Orero. Sin embargo, una de sus innovaciones es la invención de ciertas mejoras y modificaciones en el escape.

## Literatura
- Frederck J. Britten: Old Clocks and Watches and their Makers. A history of styles in clocks and watches and their mechanics. Bloomsbury Books, London 1990, ISBN 0-906223-69-5 (Repr. d. Ausg. London 1932)
- Claus Bernet: Graham, George (1673-1751), in: Biographisch-bibliographisches Kirchenlexikon, 31, 2010, 514-517.

- Datos: Q964704
- Multimedia: George Graham (clockmaker) / Q964704